# ニコラース・フェルブルフ
ニコラース・フェルブルフ (オランダ語: Nicolaas Verburg、名はNicolaesとも、姓はVerburgh、Verburchとも、1620年頃 – 1676年11月) は、ネーデルラント連邦共和国の植民地行政官。オランダ東インド会社の職員として、フォルモサ総督（1649年 - 1653年）、バタヴィアのインド理事会事務局長（1668年 - 1675年）を務めた。

## 生涯
おそらく10代の頃、フェルブルフはオランダ東インド会社の次席館員（onderkoopman）という肩書を持って、ヘルトーヘンボス号に乗りデルフトから東洋へ旅立った。1637年7月20日にバタヴィアに到着すると、現地で出世を重ね、1646年8月にはサファヴィー朝のガムロンに駐在する支局局長となった。1649年にバタヴィアに戻ると、4日後にフォルモサ総督に任じられた。これを務めたのち、1653年12月8日にハース号に乗ってフォルモサを離れ、1654年1月11日にバタヴィアに戻った。バタヴィア帰着後、フェルブルフはインド理事会の常任理事となった。また1662年以前に、デルフト市長ピーテル・ファン・サンテンの娘マリア・ファン・サンテン (1636年 – 1678年)と結婚した。1668年、フェルブルフはインド理事会の長である事務局長に就任した。これを1675年9月まで務めた後、フェルブルフは「帰国艦隊」の提督として38年ぶりにネーデルラント本国への帰路に就いた。1675年11月に出航した船は、1676年9月にネーデルラントに到着した。
フェルブルフとマリアの夫妻は、どちらも帰国して間もない1676年11月に死去した。14歳で孤児となった一人娘のアドリアーナ(1662年 – 1732年)は、1677年2月にヘラルト・プットマンス (1641年 – 1698年)と結婚した。ヘラルトはかつてのフォルモサ総督ハンス・プットマンスの息子で、当時35歳だった。ヘラルトとアドリア―ナの夫妻は、1679年にレイスウェイクに近いシオンの土地を購入した。